# Johann Jacob Saar

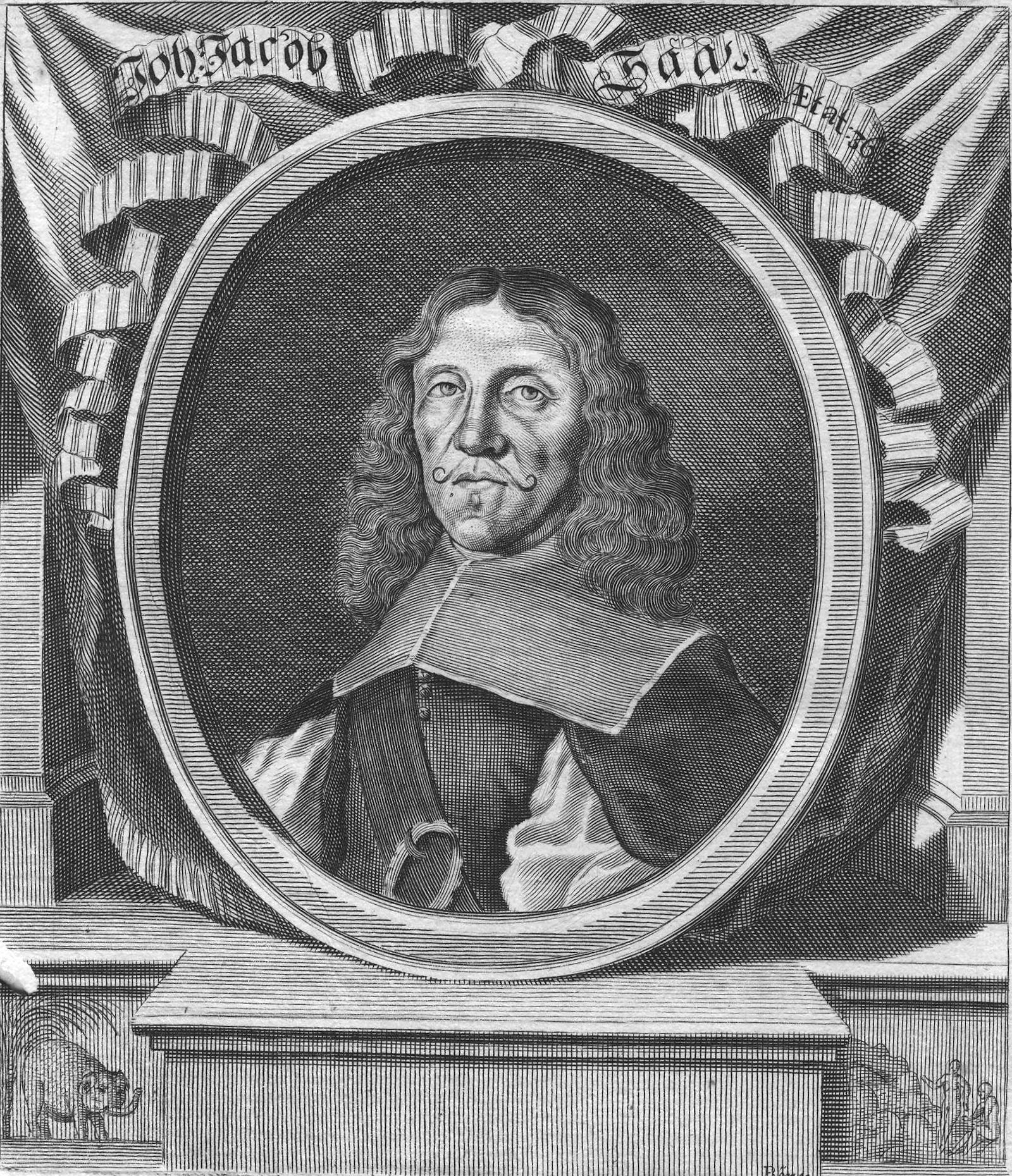
Johann Jacob Saar

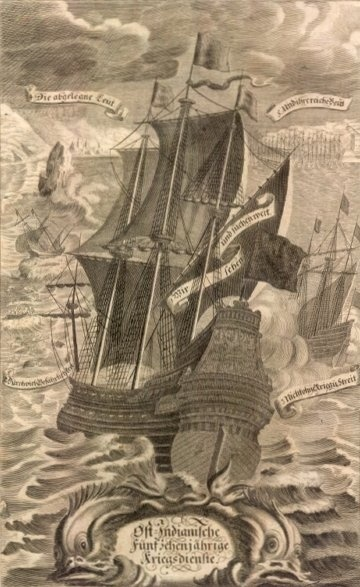
Frontispiz des Werkes Ost-Indianische Fünfzehenjährige Kriegsdienste von Johann Jacob Saar, 1672 (Deutsches Schiffahrtsmuseum)

Johann Jacob Saar (* 19. November 1625 in Nürnberg; † 1. August 1664 in St. Gotthard, Ungarn), auch genannt Leichthertz, war ein deutscher Seefahrer, Soldat und Buchautor.

## Leben
Am Ostersonntag 1644 wurde Saar von seinem Vater, einem Kaufmann und Mitglied des Größeren Rates der Stadt Nürnberg, ausgeschickt, um sein Glück außerhalb der von Pest und Dreißigjährigem Krieg gebeutelten Stadt zu suchen. Mit der Ordinari-Botten, einem Postkutschendienst, fuhr Johann Jacob zunächst nach Hamburg und von da aus weiter nach Amsterdam. Er blieb ein halbes Jahr in der Stadt, wo er aber keine Anstellung fand, die ihm gefiel. Daher verpflichtete er sich als Adelpursch (ein einfacher Soldat) bei der Niederländischen Ostindien-Kompanie (VOC) für 15 Jahre Dienst in Asien.
Am 8. Januar 1645 verließ Saar mit den Schiffen Hof von Seeland und Middelburg Europa in Richtung Batavia, dem heutigen Jakarta. Auf der Überfahrt traf er das erste Mal in seinem Leben einen Schwarzen. Es war der Profos der Truppe. Saar freundete sich mit ihm an. Nach sechs Wochen Fahrt erreichte man die Kapverdischen Inseln und am 1. April den Äquator. Doch dann musste man vier Wochen gegen den Wind kreuzen und an Bord brachen die Pocken aus, an denen vor allem die älteren Reisenden starben. Am 8. Juli erreichten die Schiffe den Hafen von Batavia. In den folgenden Jahren fuhr Saar durch den Malaiischen Archipel. Beim Überfall auf die Insel Enggano, der Piraten galt, wurden viele Einwohner erschossen und 70 Männer und Frauen als Sklaven gefangen genommen. Auch auf Ambon und den Banda-Inseln kämpfte Saar gegen Einheimische. Im September 1647 kam er mit einer Armee der VOC nach Ceylon (heute Sri Lanka), das damals zum Teil portugiesische Kolonie war. Mit Unterstützung durch Rajasingha II., den König von Kandy, begann die niederländische Eroberung und fand ihren Höhepunkt in der siebenmonatigen Belagerung von Colombo. Am 10. Mai 1656 mussten die Portugiesen kapitulieren, der Rest der Kolonie fiel bis 1658 an die VOC. Saars Fähigkeit, sich trotz aller Leiden und Widrigkeiten nicht unterkriegen zu lassen, brachte ihm bei den Niederländern den Spitznamen Leichthertz ein.
Am 16. November 1659 wurde Saar ehrenhaft aus dem Dienst entlassen und am 23. Dezember verließ er an Bord der Wilhelm von Seeland Batavia. Am 6. Juli 1660 erreichte das Schiff Middelburg und über Amsterdam und Hamburg kehrte er nach Nürnberg zurück, wo er am 11. August ankam. Sein Vater war wenige Monate vorher verstorben. Johann Jacob kam aber nicht zur Ruhe. 1664 zog Saar als Fähnrich des fränkischen Kontingents der kaiserlichen Armee mit in den Krieg gegen die Türken. Bei der Schlacht bei Mogersdorf fiel Saar im Alter von 38 Jahren.
1662 hatte Saar in Nürnberg einen vielbeachteten Bericht über seine Reise veröffentlicht, der 1672 eine vermehrte Neuauflage erlebte.

## Werk
- Ost-Indianische Funfzehen-Jährige Kriegs-Dienste / und wahrhafftige Beschreibung/ was sich Zeit solcher funfzehen Jahr/ von Anno Christi 1644. biß Anno Christi 1659. zur See/ und zu land/ in offentlichen Treffen/ in Belägerungen/ in Stümen/ in Eroberungen/ Portugäsen/ und Heydnischer/ Plätze und Städte/ in Marchirn, in Quartirn, mit Ihm/ und andern Seinen Camerades begeben habe/ am allermeisten auf der grossen/ und herrlichen/ Insul CEILON. 1. Auflage: Johann Daniel Tauber, Nürnberg 1662, 2. vermehrte Auflage: Johann Daniel Tauber, Nürnberg 1672. Volltext auf Wikisource, Digitalisat und Volltext im Deutschen Textarchiv

### Ausgaben
- Reise nach Java, Banda, Ceylon und Persien. 1644–1660. Neu hrsg. nach der 2. Auflage von 1672. Nijhoff, Haag 1930
- Geheimnisvolle Gewürzinseln. Reise nach Java, Banda und Ceylon 1644-1660. Herausgegeben, eingeleitet und erläutert von Stefan Chr. Saar, Edition Erdmann, Lenningen 2006